# Meniscomorpha wigelia
Meniscomorpha wigelia là một loài tò vò trong họ Ichneumonidae.